# Frank Schmidt
Frank Schmidt (Heidenheim, 3 de janeiro de 1974) é um treinador e ex-futebolista alemão que atuava como zagueiro. Atualmente comanda o Heidenheim.

## Carreira como jogador
Tendo jogado nas categorias de base de SC Giengen, TSC Giengen e Ulm, Schmidt iniciou a carreira profissional no Nürnberg, onde atuou 50 vezes pela equipe B entre 1992 e 1994, e marcou 10 gols. Sua única partida pelo time principal foi contra o TSV Osterholz, pela Copa da Alemanha, substituindo Hans Dorfner na vitória por 7 a 1.
Jogou também por TSV Vestenbergsgreuth, Greuther Fürth, Wiener SC, First Vienna (ambos da Áustria), Alemannia Aachen e Waldhof Mannheim. Foi como jogador do Vestenbergsgreuth que Schmidt surpreendeu a Alemanha ao marcar o gol da vitória por 1 a 0 sobre o Bayern de Munique, resultado que eliminou os bávaros na primeira fase da Copa da Alemanha de 1994–95.
O clube em que mais atuou foi o Heidenheim, que disputava a Oberliga Baden-Württemberg na época (112 jogos e 22 gols marcados). Em 2007, ao final da temporada, Schmidt encerrou a carreira aos 33 anos.

## Carreira internacional
Entre 1988 e 1993, representou as seleções de base da Alemanha, com mais destaque para sua passagem pelo time Sub-17, onde jogou 17 partidas e marcou 7 gols,

## Carreira como treinador
Depois da aposentadoria, Schmidt permaneceu na comissão técnica do Heidenheim inicialmente como auxiliar-técnico de Dieter Markle. Após a demissão deste último, foi promovido ao comando técnico do time, e desde então emplacou 4 acessos: tirou os Blau-Rot da Oberliga Baden-Württemberg e garantiu os acessos para a Regionalliga Süd (2007–08), 3. Liga (2008–09), 2. Bundesliga (2013–14) e o auge veio na temporada 2022–23, quando conquistou a inédita promoção para a Bundesliga e também o título da segunda divisão alemã, vencendo o Jahn Regensburg por 3 a 2 e desbancando o tradicional Hamburgo.
Em setembro de 2023, Schmidt, que já era o treinador com maior tempo de permanência em uma equipe de futebol profissional da Alemanha, tornou-se o técnico que comandou uma única equipe na história do futebol nacional.

## Títulos

### Como jogador
Alemannia Aachen
- Regionalliga West/Südwest: 1998–99

### Como treinador
Heidenheim
- 2. Bundesliga: 2022–23
- 3. Fußball-Liga: 2013–14
- Regionalliga Süd: 2008–09
- Württemberg Cup: 2008, 2011, 2012, 2013, 2014

### Prêmios individuais
- Treinador do ano da técnico da 3. Fußball-Liga: 2013–14[4]